# 浜田初次郎

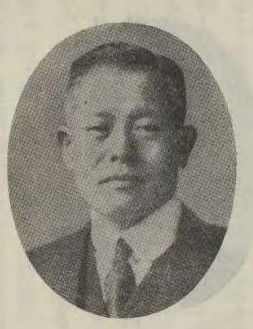
浜田初次郎

浜田 初次郎（はまだ はつじろう、1876年（明治9年）5月25日 - 1953年（昭和28年）4月29日）は、日本の発明家。日本で初めてオフセット輪転機を完成させた。

## 経歴
石川県江沼郡三谷村出身。1900年（明治33年）に上京し、芝浦製作所、中村鉄工所などに勤務し、1910年（明治43年）に自動紙差装置を発明した。1914年（大正3年）に日本最初のオフセット輪転機であるH型オフセット輪転機を完成させた。1917年（大正6年）に東京ギヤー製作所を設立し、自動車などの歯車の制作を開始した。1921年（大正10年）に浜田印刷機製造所（後のハマダ印刷機械）を設立し、オフセット印刷機、新聞輪転機を改良した。1948年（昭和23年）に東京印刷製本機械工業会の会長を務めた。

## 特許
- 特許第17968号 自動式紙差
- 特許第26113号 濱田式印刷機製紙装置差
- 特許第27994号 濱田式刷紙送出装置
- 特許第29539号 濱田式自動紙差
- 特許第29540号 濱田式送込装置
- 特許第44978号 自動紙器装置における刷紙正整装置
- 特許第94128号 自動写真焼付製版機
- 特許第98548号 印刷機における安全装置
- 特許第102185号 電動機速度自動調節装置
- 特許第103050号 写真焼付用アーク燈支持装置